# Benito Juárez 1.ª Sección (Jalpa de Méndez)
Benito Juárez 1.ª Sección es una ranchería del municipio de Jalpa de Méndez ubicado en la subregión centro del estado mexicano de Tabasco.

## Geografía
La localidad de Benito Juárez 1.ª Sección se sitúa en las coordenadas geográficas 18°10′25″N 93°10′33″O / 18.173611, -93.175833, a una elevación de 10 metros sobre el nivel del mar.

## Demografía
Según el Conteo de Población y Vivienda 2020, efectuado por el Instituto Nacional de Estadística y Geografía, la localidad de Benito Juárez 1.ª Sección tiene 579 habitantes, de los cuales 293 son del sexo masculino y 286 del sexo femenino. Su tasa de fecundidad es de 2.27 hijos por mujer y tiene 156 viviendas particulares habitadas.
| Gráfica de evolución demográfica de Benito Juárez 1.ª Sección entre 1970 y 2020 |
|                                                                                 |
| INEGI.                                                                          |